# LRRC23
LRRC23‏ (Leucine rich repeat containing 23) هوَ بروتين يُشَفر بواسطة جين LRRC23 في الإنسان.